# Schrijver

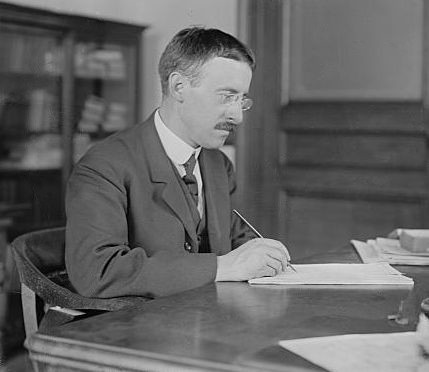
Henry Stimson in 1910

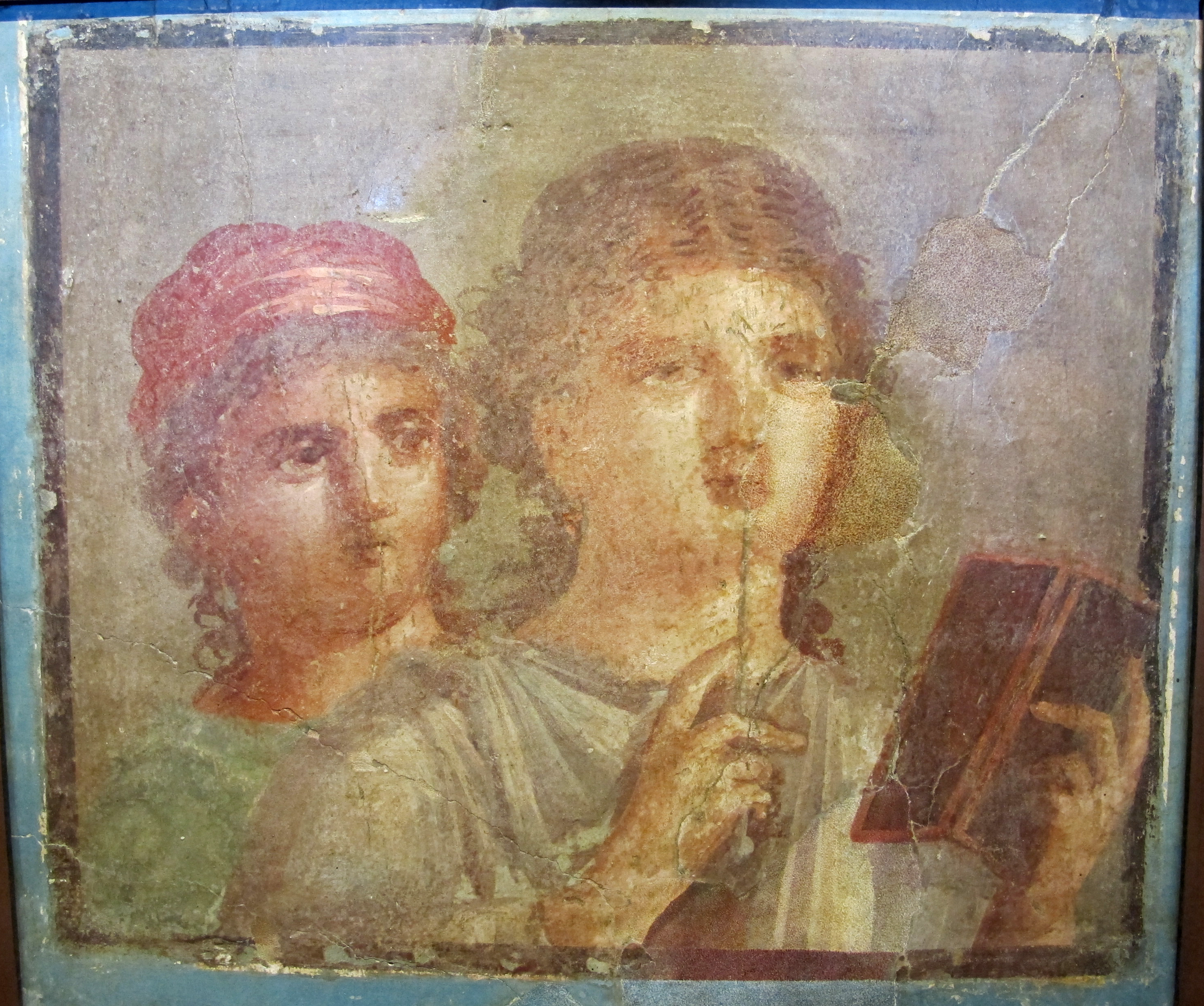
Romeinse vrouw met schrijftablet (1e-eeuws fresco uit Pompeï

Een schrijver of schrijfster is iemand die een geschreven werk produceert zoals een boek, krantenartikel, script, liedtekst of een gedicht. Hoewel iedereen die een geschreven tekst produceert zich een "schrijver" kan noemen, verwijst de term vooral naar personen die (al dan niet beroepsmatig) literaire of wetenschappelijke teksten publiceren, tegenwoordig veelal journalisten en fictie- en non-fictie-schrijvers. De term auteur wordt vaak als synoniem gebruikt voor "schrijver"; het begrip 'auteur' is echter ruimer van betekenis, en kan ook slaan op vervaardigers van niet-geschreven werken zoals films.  
De populariteit van internet opende voor veel aspirant-schrijvers de mogelijkheid om hun werk publiekelijk aan te bieden. Voorbeelden hiervan zijn weblogs en fanfictie. 
In vroegere eeuwen, toen verreweg de meeste mensen analfabeet waren, waren er rondreizende schrijvers die voor een vergoeding, voor klanten die iets op schrift gesteld moesten hebben, brieven en andere correspondentie vervaardigden. Deze kan men als een soort vroege "freelance"-secretarissen beschouwen.